# (6539) Nohavica
(6539) Nohavica (1982 QG) – planetoida z pasa głównego asteroid okrążająca Słońce w ciągu 4,34 lat w średniej odległości 2,66 j.a. Odkryta 19 sierpnia 1982 roku. Nazwana na cześć czeskiego poety i pieśniarza Jaromíra Nohavicy.